# Złota Baszta
Złota Baszta (słow. Bocekova veža) – turnia w słowackiej części Tatr Wysokich, znajdująca się w obrębie północnej ściany Małego Kieżmarskiego Szczytu. Jest środkową z trzech kulminacji tworzących zewnętrzne obramowanie Niemieckiej Drabiny – ukośnego żlebu dzielącego ścianę na dolne i górne piętro. Wierzchołek Złotej Baszty stanowi zatem krańcowy punkt dolnego piętra ściany. Na północnym wschodzie turnia graniczy ze Złotym Kopiniakiem, od którego oddzielają ją krótki, skalisty Złoty Mur i ostro wcięta Wyżnia Złota Szczerbina, natomiast na południowym zachodzie sąsiaduje ze Złotą Turnią, położoną już w obrębie północno-zachodniej grani Małego Kieżmarskiego Szczytu.

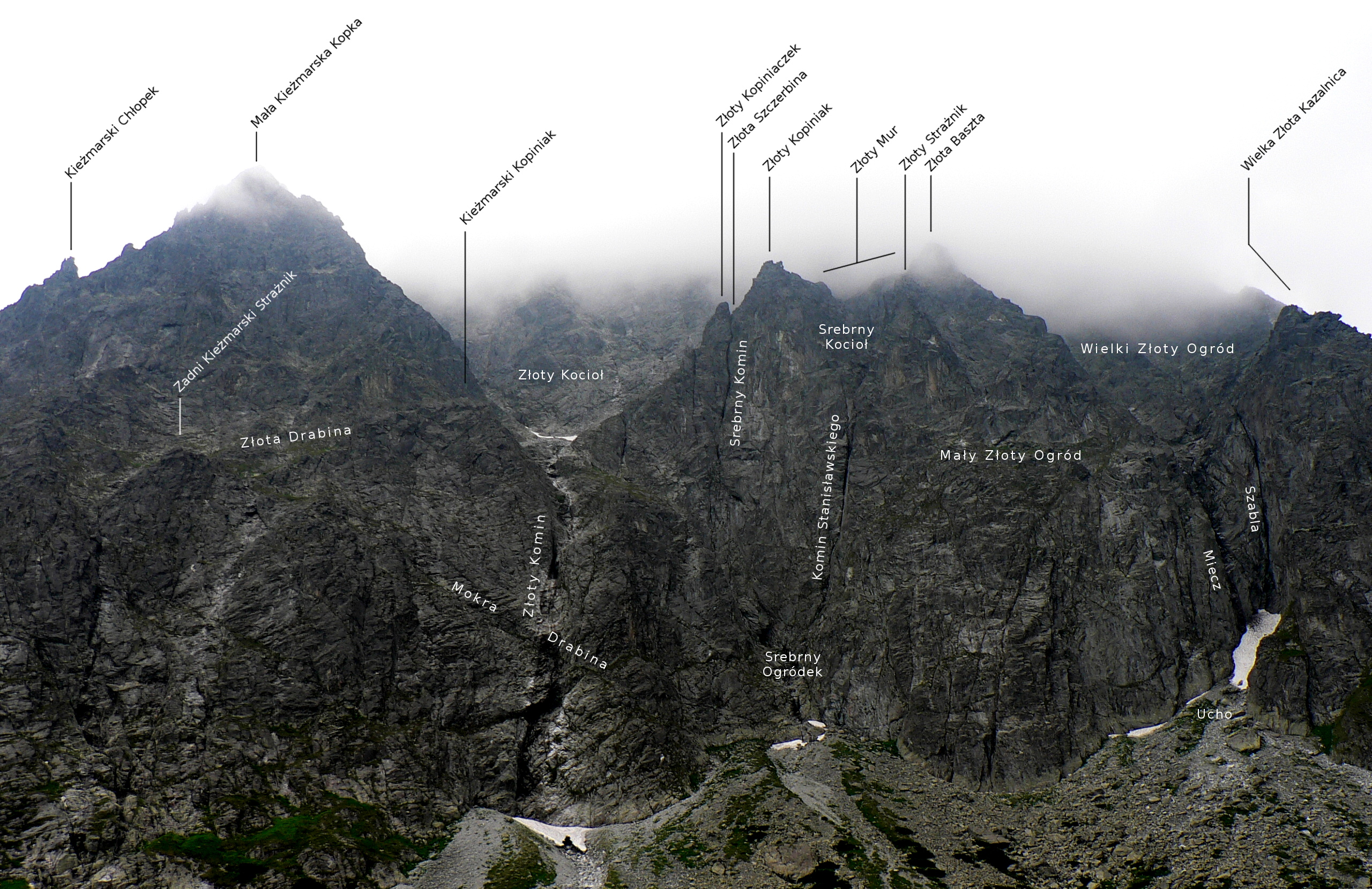
Złota Baszta wśród podpisanych obiektów

Północna ściana Złotej Baszty ma ok. 500 m wysokości i opada w kierunku Zielonego Stawu Kieżmarskiego w Dolinie Zielonej Kieżmarskiej. W jej lewym filarze wyróżnia się turnię nazywaną Złotym Strażnikiem, poniżej której rozpościera się łagodniejszy fragment stoków – Mały Złoty Ogród. Wierzchołek Złotej Baszty jest piarżysty i połączony ze Złotą Płaśnią rozciągającą się w obrębie Niemieckiej Drabiny. Szczytowy blok Złotego Strażnika jest zbudowany po lewej stronie z gładkiej płyty, dobrze widocznej zwłaszcza w godzinach porannych, kiedy jest oświetlona wschodzącym słońcem. Na północ ze Złotego Strażnika opada urwista, trójkątna ściana, kończąca się w lewej części Małego Złotego Ogrodu. Poniżej Złotego Muru, rozpościerającego się nieco na wschód od Złotej Baszty, znajduje się Srebrny Kocioł – rozszerzenie skalistego żlebu, z którego opada z kolei ku Srebrnemu Ogródkowi Komin Stanisławskiego – najwybitniejszy komin w całej północnej ścianie Małego Kieżmarskiego Szczytu.
Na Złotą Basztę nie prowadzą żadne szlaki turystyczne. Urwiska tej turni tworzą środkową część dolnego piętra północnej ściany Małego Kieżmarskiego Szczytu, przez którą biegną liczne drogi taternickie. Ich lewym ograniczeniem są Komin Stanisławskiego i Srebrny Ogródek, prawym – Wielki Złoty Ogród rozpościerający się pomiędzy ścianami Złotej Baszty i Złotej Turni oraz w niższych partiach komin nazywany Mieczem, spadający do Ucha – piarżystej zatoki. Można wyróżnić trzy ściany Złotej Baszty:
- północno-zachodnią, zbiegającą ku Wielkiemu Złotemu Ogrodowi,
- północną, wąską na górze i szerszą na dole, spadającą do Ucha i bezpośrednio do Doliny Zielonej Kieżmarskiej,
- północno-wschodnią, trójkątną, opadającą do Srebrnego Kotła.

Tylko ściana północna jest ciekawa dla taterników. Poza Złotym Strażnikiem i Małym Złotym Ogrodem wyodrębniają się w niej dwa filary. Wszystkie drogi biegnące tą ścianą są nadzwyczaj trudne (co najmniej V w skali UIAA).
Słowacką nazwą turni jest upamiętniony Karol Bocek, wspinacz i fotograf górski. Polska nazwa, podobnie jak i innych okolicznych obiektów, wiąże się z poszukiwaniem złota w Miedzianych Ławkach przez rodzinę Fabri z Kieżmarku.